# 立原啓裕の昼はおまかせ!電リクだぁ!!
立原啓裕の昼はおまかせ!電リクだぁ!!（たちはらけいすけのひるはおまかせ!でんリクだぁ!!）は、朝日放送ラジオ（ABCラジオ）で1991年10月7日から1994年9月30日まで放送されたラジオ番組。

## 概要
リスナーからの電話リクエストとはがきリクエストを中心に、“人間のぬくもり”を感じさせる各地域情報を伝えることをコンセプトとした番組である。
それまで放送されていた『トヨタさわやかパトロール』から引継ぎの形で、午前の部（11:45まで）は『トヨタミュージックテラス 立原啓裕の昼はおまかせ!電リクだぁ!!』と題し、トヨタ自動車の提供としていた。

## 出演者
パーソナリティ
- 立原啓裕

アシスタント
- 1991年10月〜1993年9月
  - 西岡幸子[5]
- 1993年10月〜1994年9月
  - 麻生詩織(月)　
  - 海原さおり(火)　
  - 安井ゆたか(水)
  - 生田瀬津子(木) [6]
  - 青木直子(金)

## タイムテーブル・コーナー
- 11:03 トヨタミュージックテラス
- 11:45 浜美枝のいい人みつけた
- 11:55 枝雀のフリー・フリー（月・水・金）／健康110番（火・木）[7]

コーナー
- 走るシティハンター
  - スタジオを出て街に出たリポーターを「シティハンター」と称し、パーソナリティ立原の指令に従って街の様々な人とコンタクトをとったりふれあいを図る[4]。
- とつぜんテレフォンクイズ
  - リクエストを寄せてくれたリスナーにスタジオから突然電話をかけてクイズを出題[4]。
- 笑う値切りマン[5][8]
- 情報ランチ[8]
- ABCラジオショッピング[8]